# Преитони (Вибо Валенција)
Преитони је насеље у Италији у округу Вибо Валенција, региону Калабрија.
Према процени из 2011. у насељу је живело 332 становника. Насеље се налази на надморској висини од 285 м.